# 灰顶莺
灰顶莺（学名：Eminia lepida），是雀形目扇尾莺科的一种鸟类，属于单型的灰顶莺属（学名：Eminia）。
灰顶莺体重约20.2克，翼长约68毫米，喙宽度约3.5毫米，喙厚度约3.6毫米，嘴峰长约20.1毫米，跗蹠长约23.6毫米，尾长约63.3毫米。
灰顶莺是留鸟，栖息在灌木林，它们是食肉动物，主要以昆虫、蜘蛛等陆生无脊椎动物为食。它们分布在南苏丹南部、刚果民主共和国东北部、卢旺达、布隆迪、乌干达、肯尼亚和坦桑尼亚北部。